# Gran Premio de Francia de Motociclismo de 1976
El Gran Premio de Francia de Motociclismo de 1976 fue la primera prueba de la temporada 1976 del Campeonato Mundial de Motociclismo. El Gran Premio se disputó el 25 de abril de 1976 en el Circuito Bugatti de Le Mans.

## Resultados 500cc
En la categoría reina, Suzuki demostró una superioridad absoluta. Sin embargo, en la salida era el venezolano Johnny Cecotto, con Yamaha quien dejaba a todos clavados. Tras el venezolano, iban Newbold y Marco Lucchinelli. Pero Barry Sheene, que había salido mal, ya había alcanzado al líder en el primer tercio de la carrera y lo dejó cuando quiso. Cecotto durante mucho tiempo quedaba en una cómoda segunda plaza, aunque Lucchinelli al final se le acercaría, pero sin poder sobrepasarle por fallos del motor.
| Pos.     | Piloto               | Moto      | Tiempo     | Pts. |
| -------- | -------------------- | --------- | ---------- | ---- |
| 1        | Barry Sheene         | Suzuki    | 51' 45" 33 | 15   |
| 2        | Johnny Cecotto       | Yamaha    | +3" 84     | 12   |
| 3        | Marco Lucchinelli    | Suzuki    | +19" 29    | 10   |
| 4        | Teuvo Länsivuori     | Suzuki    | +49" 85    | 8    |
| 5        | Giacomo Agostini     | MV Agusta | +55" 65    | 6    |
| 6        | Víctor Palomo        | Yamaha    | +1' 27" 66 | 5    |
| 7        | Stu Avant            | Suzuki    | +1' 28" 24 | 4    |
| 8        | Dieter Braun         | Suzuki    | +1' 47" 88 | 3    |
| 9        | Karl Auer            | Yamaha    | +1 Vuelta  | 2    |
| 10       | Boet van Dulmen      | Yamaha    | +1 Vuelta  | 1    |
| 11       | Olivier Chevallier   | Yamaha    | +1 Vuelta  |      |
| 12       | Steve Parrish        | Yamaha    | +1 Vuelta  |      |
| 13       | Chas Mortimer        | Yamaha    | +1 Vuelta  |      |
| 14       | Gilles Husson        | Yamaha    | +1 Vuelta  |      |
| 15       | Alex George          | Yamaha    | +1 Vuelta  |      |
| 16       | Edmar Ferreira       | Yamaha    | +1 Vuelta  |      |
| 17       | René Guili           | Suzuki    | +2 Vueltas |      |
| 18       | Johnny Bengtsson     | Suzuki    | +2 Vueltas |      |
| 19       | Helmut Kassner       | Suzuki    | +2 Vueltas |      |
| 20       | Jules Nies           | Suzuki    | +3 Vueltas |      |
| Ret      | Philippe Coulon      | Suzuki    | Ret        |      |
| Ret      | Nico Cereghini       | Suzuki    | Ret        |      |
| Ret      | John Williams        | Suzuki    | Ret        |      |
| Ret      | Eddy Roberts         | Yamaha    | Ret        |      |
| Ret      | Jean-Paul Boinet     | Suzuki    | Ret        |      |
| Ret      | Eduardo Celso-Santos | Yamaha    | Ret        |      |
| Ret      | Roberto Gallina      | Suzuki    | Ret        |      |
| Ret      | Phil Read            | Suzuki    | Ret        |      |
| Ret      | Thierry Tchernine    | Yamaha    | Ret        |      |
| Ret      | Pentti Korhonen      | Yamaha    | Ret        |      |
| Ret      | Jack Findlay         | Suzuki    | Ret        |      |
| Ret      | Christian Estrosi    | Suzuki    | Ret        |      |
| Ret      | Marcel Ankoné        | Suzuki    | Ret        |      |
| Ret      | Risto Makinen        | Yamaha    | Ret        |      |
| Ret      | Max Wiener           | Yamaha    | Ret        |      |
| DNS      | Michel Rougerie      | Suzuki    | DNQ        |      |
| DNQ      | Horst Lahfeld        | König     | DNQ        |      |
| DNQ      | Lars Johansson       | Yamaha    | DNQ        |      |
| DNQ      | Peter Sjöström       | Yamaha    | DNQ        |      |
| DNQ      | Francis Hollebecq    | Suzuki    | DNQ        |      |
| DNQ      | Hans-Otto Butenuth   | Yamaha    | DNQ        |      |
| DNQ      | Wolfgang Stropek     | Rotax     | DNQ        |      |
| DNQ      | Hans Braumandl       | Yamaha    | DNQ        |      |
| DNQ      | Harry Viiala         | Yamaha    | DNQ        |      |
| Sources: |                      |           |            |      |

## Resultados 350cc
En 350 cc, pugna entre italianos con Giacomo Agostini y Walter Villa, que duró hasta la octava vuelta, momento en el que Agostini tuvo que retirarse por problemas mecánicos. El venezolano Johnny Cecotto y el francés Jean-François Baldé completaron el podio.
| Pos. | Piloto                 | Moto            | Tiempo     | Pts. |
| ---- | ---------------------- | --------------- | ---------- | ---- |
| 1    | Walter Villa           | Harley-Davidson | 52' 45" 01 | 15   |
| 2    | Johnny Cecotto         | Yamaha          | +17" 91    | 12   |
| 3    | Jean-François Baldé    | Yamaha          | +30" 07    | 10   |
| 4    | Takazumi Katayama      | Yamaha          | +37" 05    | 8    |
| 5    | Olivier Chevallier     | Yamaha          | +42" 33    | 6    |
| 6    | Paolo Tordi            | Yamaha          | +44" 73    | 5    |
| 7    | Patrick Fernandez      | Yamaha          | +57" 12    | 4    |
| 8    | Pentti Korhonen        | Yamaha          | +1' 04" 88 | 3    |
| 9    | Tom Herron             | Yamaha          | +1' 09" 72 | 2    |
| 10   | John Dodds             | Yamaha          | +1' 16" 94 | 1    |
| 11   | Pekka Nurmi            | Yamaha          | +1' 40" 94 |      |
| 12   | Alain Vial             | Yamaha          | +1' 42" 52 |      |
| 13   | Claude Ben El Hadj     | Yamaha          | +1' 56" 00 |      |
| 14   | Jean-Louis Olivier     | Yamaha          | +1 Vuelta  |      |
| 15   | Christian Bourgeois    | Yamaha          | +1 Vuelta  |      |
| 16   | Hervé Moineau          | Yamaha          | +1 Vuelta  |      |
| 17   | John Weeden            | Yamaha          | +1 Vuelta  |      |
| 18   | Alan North             | Yamaha          | +5 Vueltas |      |
| 19   | Steve Parrish          | Yamaha          | +5 Vueltas |      |
| 20   | Franz Kunz             | Yamaha          | +6 Vueltas |      |
| 21   | Philippe Coulon        | Yamaha          | +7 Vueltas |      |
| Ret  | Boet van Dulmen        | Yamaha          | Ret        |      |
| Ret  | Giacomo Agostini       | MV Agusta       | Ret        |      |
| Ret  | Dieter Braun           | Morbidelli      | Ret        |      |
| Ret  | Víctor Palomo          | Yamaha          | Ret        |      |
| Ret  | Christian Estrosi      | Yamaha          | Ret        |      |
| Ret  | Philippe Bouzanne      | Yamaha          | Ret        |      |
| Ret  | Christian Huguet       | Yamaha          | Ret        |      |
| Ret  | Patrick Pons           | Yamaha          | Ret        |      |
| Ret  | Marco Lucchinelli      | Yamaha          | Ret        |      |
| Ret  | Leif Gustafsson        | Yamaha          | Ret        |      |
| Ret  | Hans Stadelmann        | Yamaha          | Ret        |      |
| Ret  | Gérard Choukroun       | Yamaha          | Ret        |      |
| Ret  | Bruno Kneubühler       | Yamaha          | Ret        |      |
| Ret  | Karl Auer              | Yamaha          | Ret        |      |
| DNQ  | Tapio Virtanen         | MZ              | DNQ        |      |
| DNQ  | Bernard Fau            | Yamaha          | DNQ        |      |
| DNQ  | Jack Findlay           | Yamaha          | DNQ        |      |
| DNQ  | Jean-Louis Guignabodet | Yamaha          | DNQ        |      |
| DNQ  | Alex George            | Yamaha          | DNQ        |      |
| DNQ  | Markku Matikainen      | Yamaha          | DNQ        |      |
| DNQ  | Gianfranco Bonera      | Harley-Davidson | DNQ        |      |
| DNQ  | Vic Soussan            | Yamaha          | DNQ        |      |
| DNQ  | Eero Hyvärinen         | Yamaha          | DNQ        |      |
| DNQ  | Marcel Ankoné          | Yamaha          | DNQ        |      |
| DNQ  | Eduardo Celso-Santos   | Yamaha          | DNQ        |      |
| DNQ  | Jean-Philippe Orban    | Yamaha          | DNQ        |      |
| DNQ  | Jon Ekerold            | Yamaha          | DNQ        |      |
| DNQ  | Helmut Kassner         | Yamaha          | DNQ        |      |
| DNQ  | Max Wiener             | Yamaha          | DNQ        |      |
| DNQ  | Lars Johansson         | Yamaha          | DNQ        |      |
| DNQ  | Bo Granath             | Yamaha          | DNQ        |      |
| DNS  | Kork Ballington        | Yamaha          | DNS        |      |

## Resultados 250cc
En el cuarto de litro, el campeón italiano Walter Villa no dio opción a nadie y dominó la carrera de principio a fin. También dominio de las Harley-Davidson ya que Gianfranco Bonera fue fácil segundo en la carrera, tras salir mal.
| Pos. | Piloto                 | Moto            | Tiempo     | Pts. |
| ---- | ---------------------- | --------------- | ---------- | ---- |
| 1    | Walter Villa           | Harley-Davidson | 54' 41" 62 | 15   |
| 2    | Gianfranco Bonera      | Harley-Davidson | +42" 14    | 12   |
| 3    | Pentti Korhonen        | Yamaha          | +48" 71    | 10   |
| 4    | Olivier Chevallier     | Yamaha          | +49" 92    | 8    |
| 5    | Gérard Choukroun       | Yamaha          | +1' 03" 05 | 6    |
| 6    | Pekka Nurmi            | Yamaha          | +1' 08" 01 | 5    |
| 7    | Patrick Pons           | Yamaha          | +1' 08" 18 | 4    |
| 8    | Philippe Bouzanne      | Yamaha          | +1' 09" 42 | 3    |
| 9    | Jean-Claude Hogrel     | Yamaha          | +1' 09" 57 | 2    |
| 10   | Patrick Fernandez      | Yamaha          | +1' 11" 52 | 1    |
| 11   | John Dodds             | Yamaha          | +1' 24" 28 |      |
| 12   | Chas Mortimer          | Maxton-Yamaha   | +1' 29" 55 |      |
| 13   | Denis Boulom           | Yamaha          | +1' 29" 80 |      |
| 14   | Paolo Tordi            | Yamaha          | +1' 35" 87 |      |
| 15   | Jaime Samaranch        | Yamaha          | +1' 36" 17 |      |
| 16   | Gilbert Lavelle        | Yamaha          | +1' 36" 84 |      |
| 17   | Christian Huguet       | Yamaha          | +1' 45" 48 |      |
| 18   | Christian Sarron       | Yamaha          | +1 Vuelta  |      |
| 19   | Thierry Noblesse       | Yamaha          | +1 Vuelta  |      |
| 20   | Leif Gustafsson        | Yamaha          | +2 Vueltas |      |
| 21   | Tom Herron             | Yamaha          | +5 Vueltas |      |
| 22   | Hervé Moineau          | Yamaha          | +7 Vueltas |      |
| Ret  | Tapio Virtanen         | MZ              | Ret        |      |
| Ret  | Pier Paolo Bianchi     | Morbidelli      | Ret        |      |
| Ret  | Paolo Pileri           | Morbidelli      | Ret        |      |
| Ret  | Pat Evans              | Yamaha          | Ret        |      |
| Ret  | Raymond Roche          | Yamaha          | Ret        |      |
| Ret  | Otello Buscherini      | Yamaha          | Ret        |      |
| Ret  | Jean-François Baldé    | Yamaha          | Ret        |      |
| Ret  | Kork Ballington        | Yamaha          | Ret        |      |
| Ret  | Alan North             | Yamaha          | Ret        |      |
| Ret  | Michel Rougerie        | Yamaha          | Ret        |      |
| Ret  | Thierry Tchernine      | Yamaha          | DNQ        |      |
| DNQ  | Eric Offenstadt        | Yamaha          | DNQ        |      |
| DNQ  | Bernard Fau            | Yamaha          | DNQ        |      |
| DNQ  | Leo Bovee              | Yamaha          | DNQ        |      |
| DNQ  | Jean-Louis Guignabodet | Yamaha          | DNQ        |      |
| DNQ  | Takazumi Katayama      | Yamaha          | DNQ        |      |
| DNQ  | Vic Soussan            | Yamaha          | DNQ        |      |
| DNQ  | Harald Bartol          | Yamaha          | DNQ        |      |
| DNQ  | Jon Ekerold            | Yamaha          | DNQ        |      |
| DNQ  | Matti Salonen          | Yamaha          | DNQ        |      |
| DNQ  | Eric Saul              | Yamaha          | DNQ        |      |
| DNQ  | Bo Granath             | Yamaha          | DNQ        |      |
| DNQ  | Hans Stadelmann        | Yamaha          | DNQ        |      |
| DNQ  | Hans Müller            | Yamaha          | DNQ        |      |
| DNQ  | Felice Agostini        | Yamaha          | DNQ        |      |
| DNQ  | Bruno Kneubühler       | Yamaha          | DNQ        |      |
| DNQ  | Henk van Kessel        | Yamaha          | DNQ        |      |

## Resultados 50cc
En la cilindrada más pequeña,  el alemán Herbert Rittberger fue el primer vencedor de la temporada. Aunque estuvo a punto de perderlo ya que el suizo Rudolf Kunz, que hizo una espectacular remontada por detrás, se quedó a dos décimas del campeón.
| Pos. | Piloto               | Moto           | Tiempo     | Pts. |
| ---- | -------------------- | -------------- | ---------- | ---- |
| 1    | Herbert Rittberger   | Kreidler       | 34' 04" 21 | 15   |
| 2    | Rudolf Kunz          | Kreidler       | +0" 19     | 12   |
| 3    | Stefan Dörflinger    | Kreidler       | +3" 57     | 10   |
| 4    | Pierre Audry         | ABF            | +4" 88     | 8    |
| 5    | Aldo Pero            | Kreidler       | +1' 07" 39 | 6    |
| 6    | Theo Timmer          | Jamathi        | +1' 17" 45 | 5    |
| 7    | Yves Le Toumelin     | Scrab          | +1' 21" 14 | 4    |
| 8    | Eugenio Lazzarini    | UFO-Morbidelli | +1' 22" 42 | 3    |
| 9    | Benjamin Laurent     | 3B-Kreidler    | +1' 52" 42 | 2    |
| 10   | Ulrich Graf          | Kreidler       | +1' 54" 27 | 1    |
| 11   | Jacques Hutteau      | Scrab          | +2' 07" 53 |      |
| 12   | Raymond Duriez       | Kreidler       | +2' 13" 68 |      |
| 13   | Joop Zwetsloot       | Kreidler       | +1 Vuelta  |      |
| 14   | Joaquín Galí         | Derbi          | +1 Vuelta  |      |
| 15   | Günter Schirnhofer   | Kreidler       | +1 Vuelta  |      |
| 16   | Guido de Lys         | Kreidler       | +2 Vueltas |      |
| 17   | Pierre Harlay        | Kreidler       | +2 Vueltas |      |
| 18   | Cees van Dongen      | Kreidler       | +3 Vueltas |      |
| 19   | Patrick de Wulf      | Kreidler       | +3 Vueltas |      |
| Ret  | Ángel Nieto          | Bultaco        | Ret        |      |
| Ret  | Claudio Lusuardi     | Villa          | Ret        |      |
| Ret  | Nico Polane          | Kreidler       | Ret        |      |
| Ret  | Julien van Zeebroeck | Kreidler       | Ret        |      |
| Ret  | Gerrit Strikker      | Kreidler       | Ret        |      |
| Ret  | Ingo Emmerich        | Kreidler       | Ret        |      |
| Ret  | Rolf Blatter         | Kreidler       | Ret        |      |
| DNQ  | Patrick Plisson      | Morbidelli     | DNQ        |      |
| DNQ  | Hans-Jürgen Hummel   | Kreidler       | DNQ        |      |
| DNQ  | Terrence Keane       | Derbi          | DNQ        |      |
| DNQ  | Ermano Giuliano      | Ofo-Morbidelli | DNQ        |      |
| DNQ  | Carlo Guerrini       | Ringhini       | DNQ        |      |
| DNQ  | Wolfgang Golembeck   | Kreidler       | DNQ        |      |
| DNQ  | Gerhard Thurow       | Kreidler       | DNQ        |      |
| DNQ  | Manfred Kugler       | Kreidler       | DNQ        |      |
| DNQ  | Jaime Alguersuari    | Derbi          | DNQ        |      |